# Allicocha
La laguna Allicocha (en quechua: Alliqucha: Laguna buena o sana), es un depósito natural de agua dulce situada en el distrito ancashino de Chacas, en el sector de la cordillera Blanca a 4482 m s. n. m. Se originó por la deglaciación de los glaciares orientales de los macizos nevados Paccharaju y Copa a inicios del siglo XX.
Es la segunda laguna más grande del grupo de quince lagunas que se emplazan en la cuenca del río Vesubio, y la tercera más grande de la provincia. Con una coloración turquesa, se ubica a 2 horas a pie de la trocha carrozable ubicada en la quebrada Vesubio.
De acuerdo a una inspección técnica del Inaigem publicada en mayo de 2018, Allicocha está considerada como una laguna de alto riesgo de desborde.